# Kennkarte

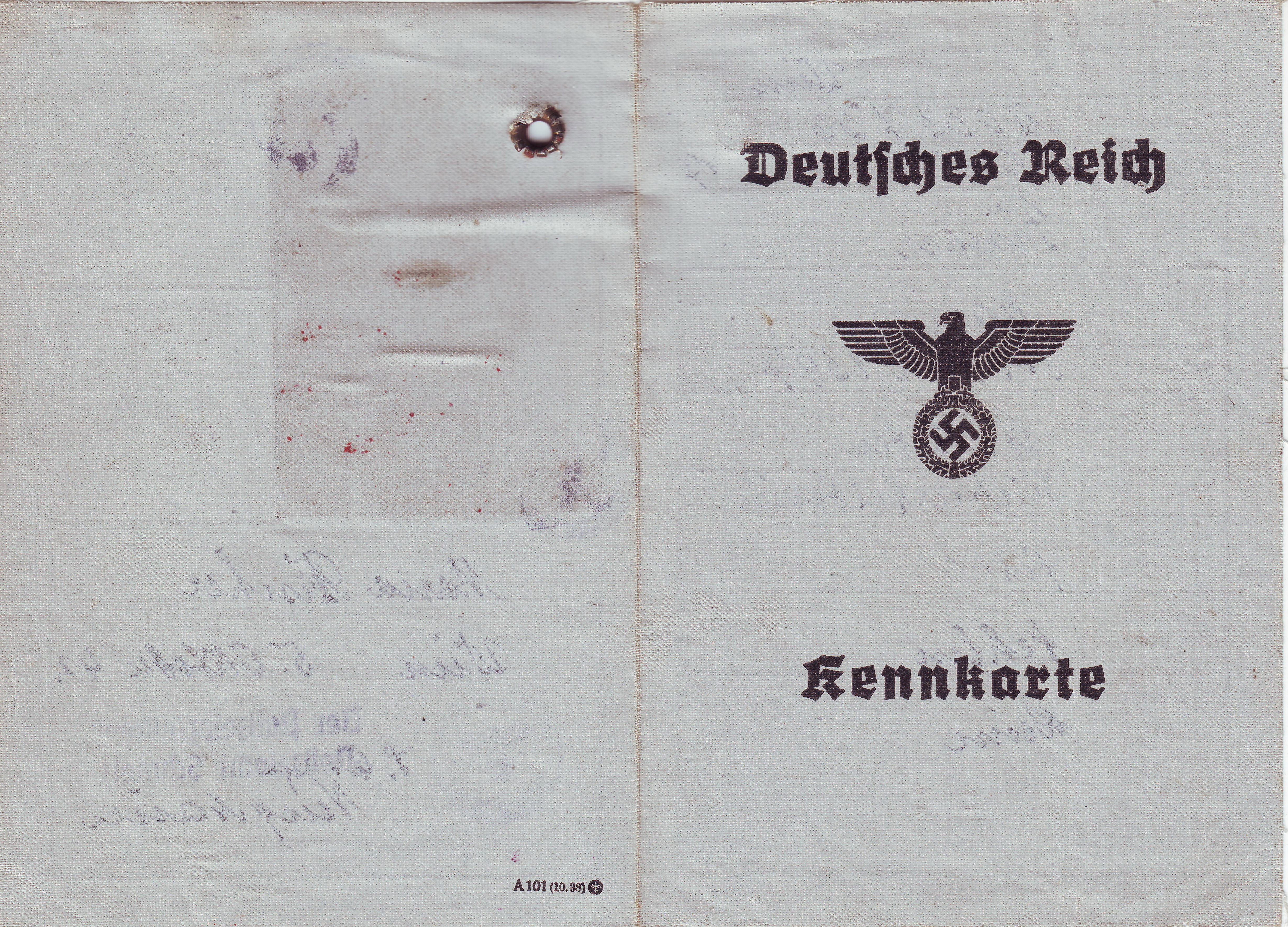
Kennkarte Deutsches Reich, Außenansicht

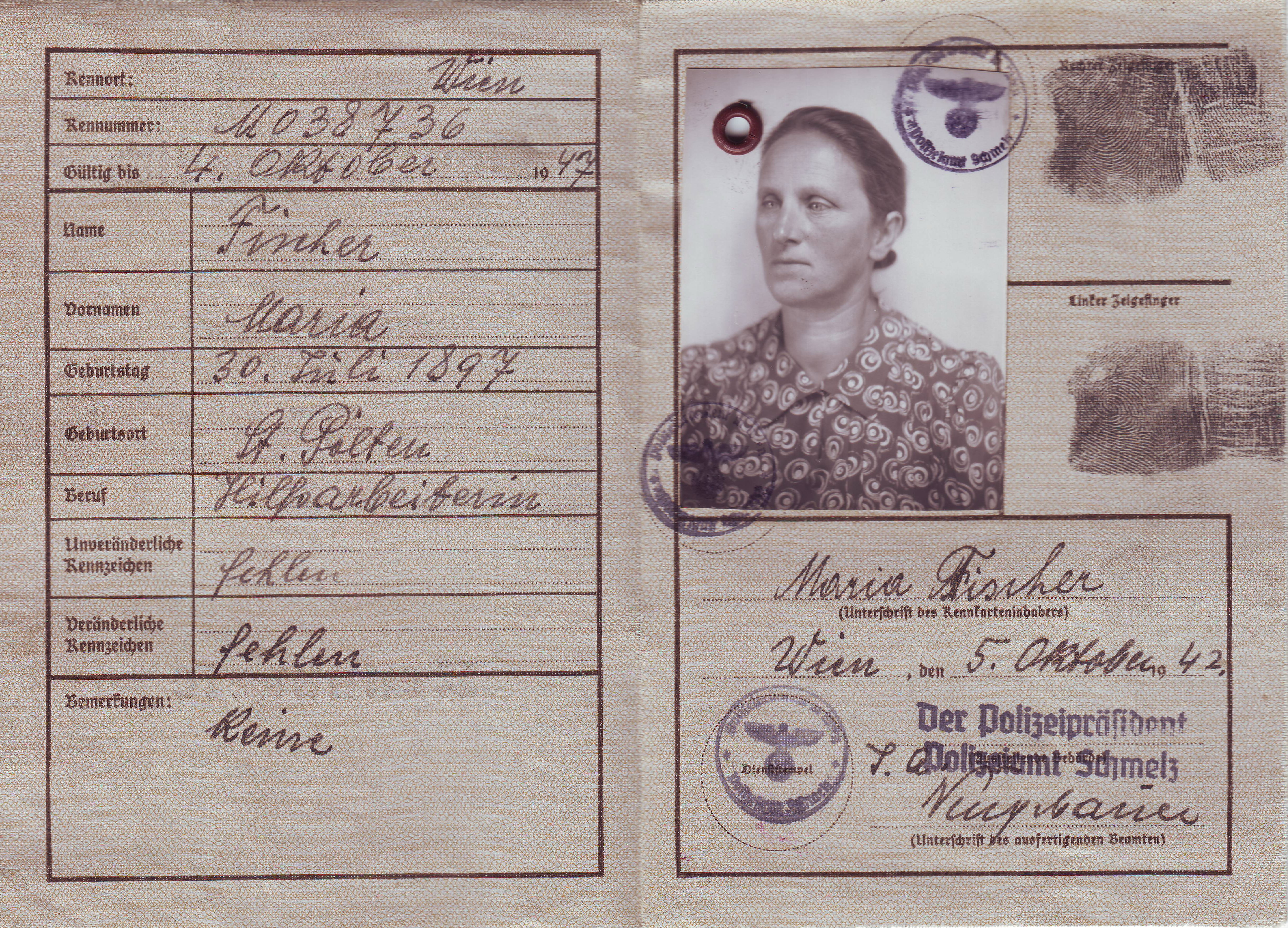
Kennkarte Deutsches Reich, Maria Fischer, 5. Oktober 1942, Innenansicht

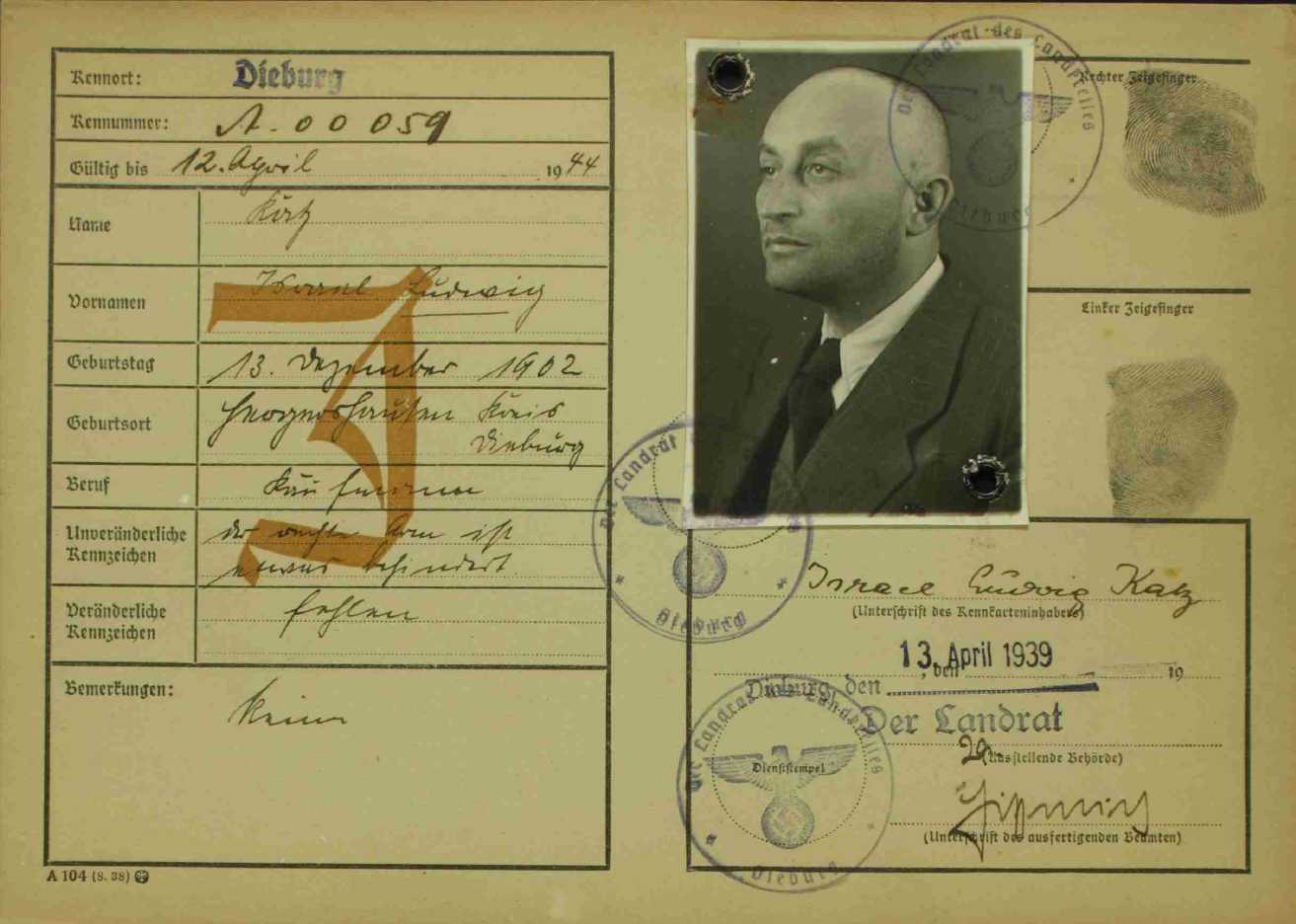
Kennkarte Ludwig Katz, 13. April 1939

Die Kennkarte wurde im Deutschen Reich durch die Verordnung über Kennkarten vom 22. Juli 1938 (RGBl. I S. 913) als „allgemeiner polizeilicher Inlandausweis“ eingeführt. Drei Bekanntmachungen vom Folgetag regelten die Einzelheiten, insbesondere die Pflicht für bestimmte Personengruppen, die Kennkarte bis zum Jahresende zu beantragen. Die Verordnung trat zum 1. Oktober 1938 in Kraft. Nachweisbar wurden erste Kennkarten ab Januar 1939 ausgehändigt. Sie waren nach Ausstellungsdatum fünf Jahre gültig.

## Kennkartenpflicht
In der Verordnung war die Einführung der Kennkartenpflicht für bestimmte Gruppen von Staatsangehörigen durch den Reichsminister des Innern ermächtigt. Auf der Grundlage dieser Ermächtigung wurde durch drei Bekanntmachungen vom 23. Juli 1938 (RGBl. I S. 921 ff.) eine Kennkartenpflicht eingeführt für
- männliche deutsche Staatsangehörige binnen dreier Monate vor Vollendung des 18. Lebensjahres (Eintritt in das Wehrpflichtverhältnis) sowie Dienstverpflichtete,
- deutsche Staatsangehörige über 15 Jahre Lebensalter bei Antragstellung für Ausweise im „kleinen Grenzverkehr“ und
- alle Juden im Sinne der Definition der „Ersten Verordnung zum Reichsbürgergesetz“

Für letztere enthielt die dritte Bekanntmachung eine Reihe ergänzender Vorschriften:
- Juden mussten bei der Antragstellung auf ihre nicht arische Abkunft hinweisen,
- auch jüdische Kinder mussten eine Kennkarte besitzen,
- nach Vollendung des 15. Lebensjahrs hatten Juden sich auf amtliches Verlangen stets durch eine Kennkarte auszuweisen,
- Juden hatten im amtlichen Verkehr stets auf ihre jüdische Einstufung hinzuweisen und die Kennkarte vorzulegen,
- die Verwaltungsgebühr für die Ausstellung von Kennkarten an Juden war nicht ermäßigt und betrug 3 RM.

Auf Grundlage der Namensänderungsverordnung vom 17. August 1938 wurde für Juden im Altreich zum 1. Januar 1939 das Tragen des Zwangsvornamens verpflichtend, der auch auf der Kennkarte vermerkt wurde. Zusätzlich war die Kennkarte mit einem fünf Zentimeter großen roten „J“ versehen. Einen Monat später traten diese Regelung auch im Land Österreich und im Reichsgau Sudetenland in Kraft.

## Umsetzung
Zuständig für Entgegennahme der Anträge waren die Ortspolizeibehörden, für die Ausstellung die Passbehörden. Die Kennkarten wurden doppelt ausgefertigt; ein Exemplar blieb bei der Behörde. Die Verwaltungsgebühr für die Ausstellung betrug 3,00 RM; sie konnte in bestimmten Fällen – insbesondere bei Kennkartenzwang – auf bis zu 1,00 RM ermäßigt werden oder ganz entfallen. 
Die Kennkarten hatten das Format DIN A6 und bestanden aus grauem, leinenverstärktem Papier. Sie enthielten neben Kennort und Kennnummer die Melde- und Beschreibungsdaten (Name, Vornamen, Geburtstag, Geburtsort, Beruf, unveränderliche und veränderliche Kennzeichen), ein Passbild sowie Abdrücke der Zeigefinger des Inhabers, Ausstellungsort und -datum, die Bezeichnung der ausstellenden Behörde und die Unterschrift des ausstellenden Beamten. Zudem war das Ablaufdatum der Gültigkeit von fünf Jahren vermerkt. Der Nachweis der Gebührenzahlung wurde teils durch eine eingeklebte Gebührenmarke, teils durch einen Vermerk geführt.
Kennkarten für Juden waren im Vordruck zusätzlich mit einem roten fünf Zentimeter großen Buchstaben J versehen. Verschiedentlich wird behauptet, den Kennkarten von Juden sei dieses rote J eingestempelt worden. Bei der Sammlung des Zentralarchivs der jüd. Gemeinde Frankfurt (siehe Weblink) ist feststellbar, dass das J schon beim Druck des Formulars eingefügt war. Unter 1350 Kennkarten waren nur vereinzelte Karten, bei denen das J nachträglich aufgestempelt worden war. Wahrscheinlich ist nur eine anfängliche Verwechslung der unterschiedlichen Formulare auf diese Weise später korrigiert worden.
Aus der Kennkarten-Sammlung des Zentralarchivs der jüd. Gemeinde Frankfurt ist ersichtlich, dass Kennkarten für Juden frühestens Anfang Januar 1939 ausgestellt und ausgehändigt wurden. Die Ausgabe zog sich bis mindestens August 1939 hin.

## Nachkriegszeit
Nach dem Ende des Zweiten Weltkrieges wurde im Nachkriegsdeutschland das Ausweisrecht durch Kontrollratsgesetze und Anordnungen der alliierten Militärregierungen abgeändert. Zunächst wurden die rassendiskriminierenden Vorschriften beseitigt.
Die Kennkarten wurden zunächst weiterverwendet. Dabei wurde das in der NS-Zeit im Vordruck enthaltene Hoheitszeichen (Reichsadler mit Hakenkreuz) mit einem Aufkleber überklebt, der den Text „Dieser Ausweis behält vorläufig seine Gültigkeit“ sowie Datum und Behördenbezeichnung enthielt.
Seit dem Inkrafttreten des Grundgesetzes ist in der Bundesrepublik Deutschland der Bund für das Melde- und Ausweiswesen zuständig. Auf dieser Grundlage wurden das Bundesgesetz über Personalausweise von 1951 und die Ausführungsgesetze der Länder erlassen. Erst in deren Folge kam es zur endgültigen Ablösung der Kennkarte durch den Personalausweis. Das Wort „Kennkarte“ wurde von der älteren Bevölkerung teilweise weiterhin für den Personalausweis verwendet.
Wo die bei den Ortsbehörden hinterlegten Duplikate der Kennkarten bis heute erhalten geblieben sind, stellen sie oft die einzige Möglichkeit dar, Porträtfotos von Opfern des Holocaust zu finden.